# Herschel Silverman
Pour les articles homonymes, voir Silverman.
Herschel Silverman né le 17 avril 1926 à New York, et mort le 19 septembre 2015, est un poète beat américain résidant à Bayonne (New Jersey).

## Biographie
Orphelin à l'âge de sept ans, Herschel Silverman est envoyé en Californie chez sa grand-mère et sa tante, Norma Jacobson. Plus tard, il ouvre une confiserie, appelée Hersch's Beehive, pour subvenir aux besoins de sa famille, et cela tout en écrivant des poèmes (dont certains furent publiés) dans la ligne de la Beat Generation. C'est aussi un peintre et un illustrateur de livrets de poésie et un auteur
de manifestes. Ses écrits sont influencés par ceux d'Allen Ginsberg, l'école de poésie Deep image et Theodore Enslin (en).
Herschell Silverman a pris part à la Seconde Guerre mondiale, et comme cuisinier en 1952 durant la Guerre de Corée. En 1984, il ferme sa confiserie. Il est récipiendaire du New Jersey Council of Arts Fellowship in Poetry.
En 1945, il se marie avec Laura Rothschild. Ils ont deux enfants et trois petits-enfants. Sa femme meurt au début de l'année 1988.
Herschel Silverman écrit et donne des lectures jusqu'à 80 ans passés. Il est bien connu sur la scène Beat de New York, et présent au Bowery Poetry Club et autres lieux Beat.

## Œuvres
- Krishna Poems, 1970, Shivastan Press, 2006
- April 1975 Vietnam Newsreel After "The Times", Saul's Press, New York, 1999
- The Hey-Baby Blues, Beehive Press, Bayonne, New Jersey, 1993
- Nine De Koonings For Marian Courtney, Beehive Press, Bayonne, New Jersey
- Nite Train: Poems of Nostalgia and Frustration, Beehive Press, Bayonne, New Jersey
- Bookshelf Cowboy, Beehive Press, Bayonne, New Jersey, 2001
- Lift Off: New and Selected Poems, 1961-2001, Water Row Press, Sudbury, Massachusetts, 2002
- A Tokyo Stroll, Yuko Otomo, Sisyphus Press, 2002.

## Sources
- (en) Cet article est partiellement ou en totalité issu de l’article de Wikipédia en anglais intitulé « Herschel Silverman » (voir la liste des auteurs).